# Montancy
Montancy est une commune française située dans le département du Doubs, la région culturelle et historique de Franche-Comté et la région administrative Bourgogne-Franche-Comté.

## Géographie

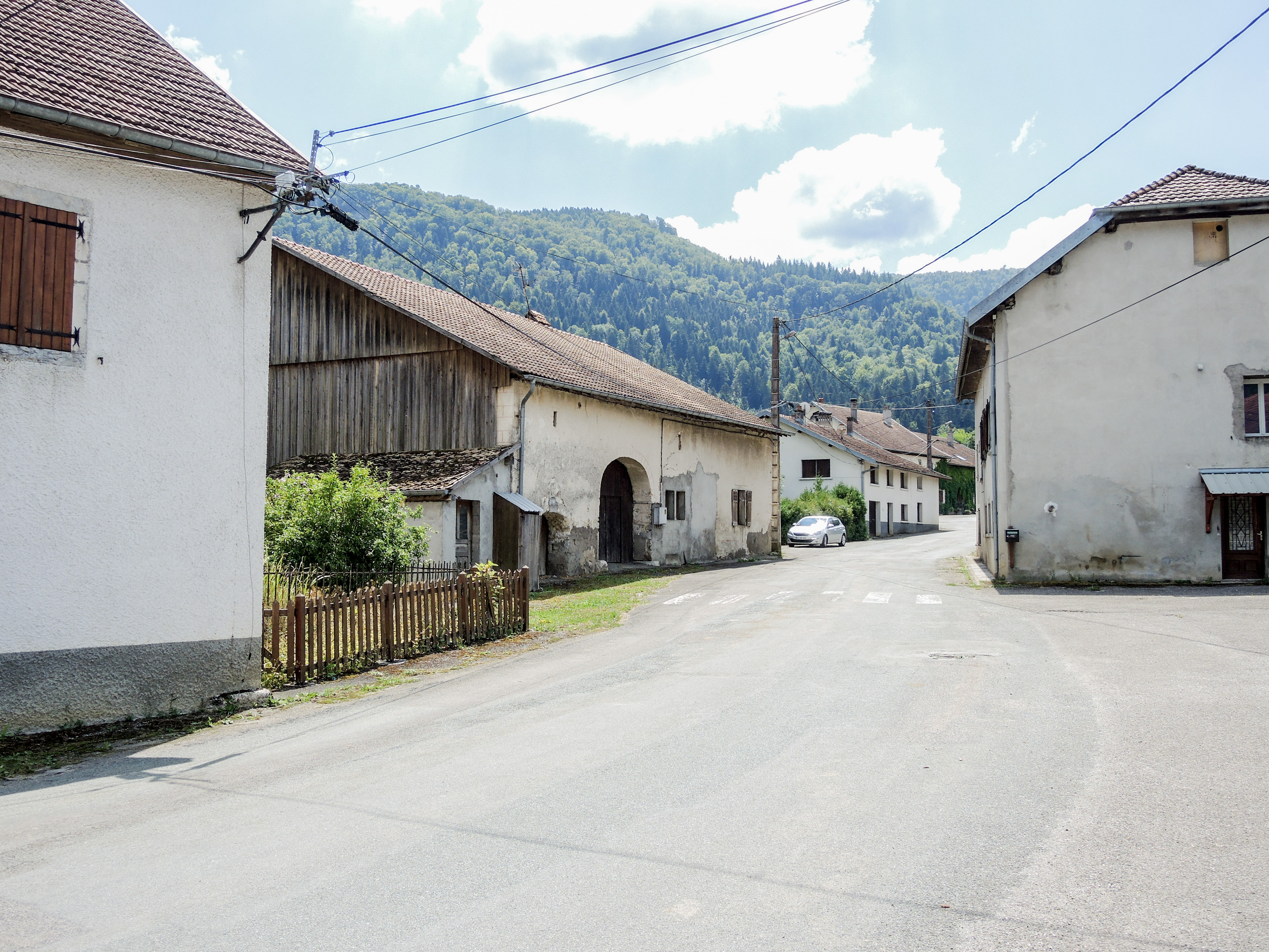
Centre de Brémoncourt

Montancy est une commune française  frontalière avec la Suisse, située à l’extrême est du département du Doubs et dont le territoire communal est traversé au sud par le Doubs (juste au débouché de la boucle que cette rivière fait en Suisse).

### Communes limitrophes
Les communes limitrophes sont Haute-Ajoie, Burnevillers, Glère, Clos du Doubs et Fontenais.

### Hydrographie

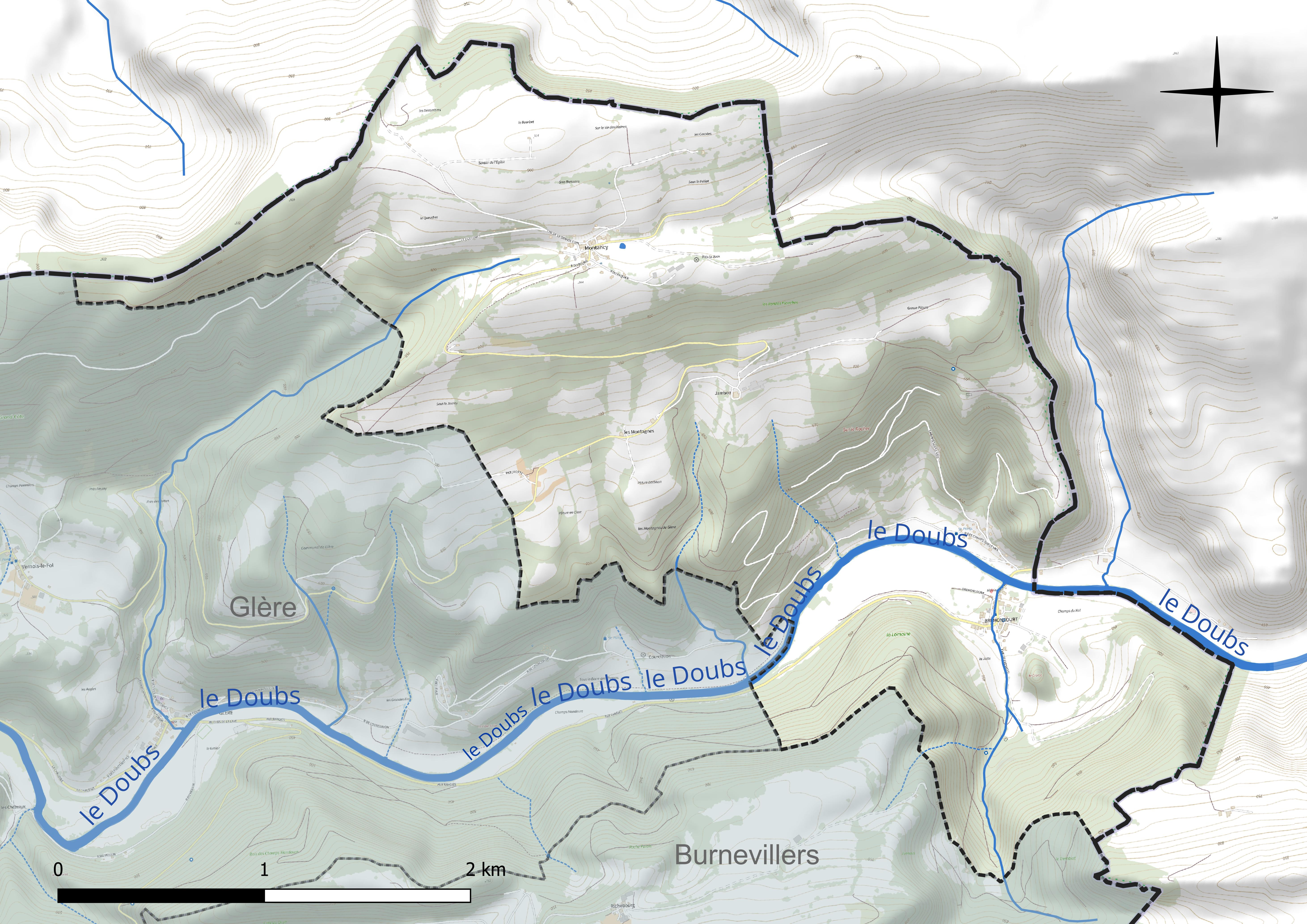
Carte hydrographique de la commune.

La commune est traversée par le Doubs, le principal affluent de la Saône et donc un sous-affluent du fleuve le Rhône. 

### Climat
Pour des articles plus généraux, voir Climat de la Bourgogne-Franche-Comté et Climat du Doubs.
En 2010, le climat de la commune est de type climat de montagne, selon une étude du Centre national de la recherche scientifique s'appuyant sur une série de données couvrant la période 1971-2000. En 2020, Météo-France publie une typologie des climats de la France métropolitaine dans laquelle la commune est exposée à un climat de montagne ou de marges de montagne et est dans la région climatique Jura, caractérisée par une forte pluviométrie en toutes saisons (1 000 à 1 500 mm/an), des hivers rigoureux et un ensoleillement médiocre.
Pour la période 1971-2000, la température annuelle moyenne est de 9,4 °C, avec une amplitude thermique annuelle de 17,3 °C. Le cumul annuel moyen de précipitations est de 1 744 mm, avec 13 jours de précipitations en janvier et 10,6 jours en juillet. Pour la période 1991-2020, la température moyenne annuelle observée sur la station météorologique de Météo-France la plus proche, « Saint-Dizier-L'eveque_sapc », sur la commune de Saint-Dizier-l'Évêque à 15 km à vol d'oiseau, est de 10,1 °C et le cumul annuel moyen de précipitations est de 1 099,4 mm. 
La température maximale relevée sur cette station est de 37 °C, atteinte le 13 août 2003 ; la température minimale est de −17,4 °C, atteinte le 20 décembre 2009,,.
Les paramètres climatiques de la commune ont été estimés pour le milieu du siècle (2041-2070) selon différents scénarios d'émission de gaz à effet de serre à partir des nouvelles projections climatiques de référence DRIAS-2020. Ils sont consultables sur un site dédié publié par Météo-France en novembre 2022.

## Urbanisme

### Typologie
Au 1er janvier 2024, Montancy est catégorisée commune rurale à habitat dispersé, selon la nouvelle grille communale de densité à 7 niveaux définie par l'Insee en 2022.
Elle est située hors unité urbaine et hors attraction des villes,.

### Occupation des sols

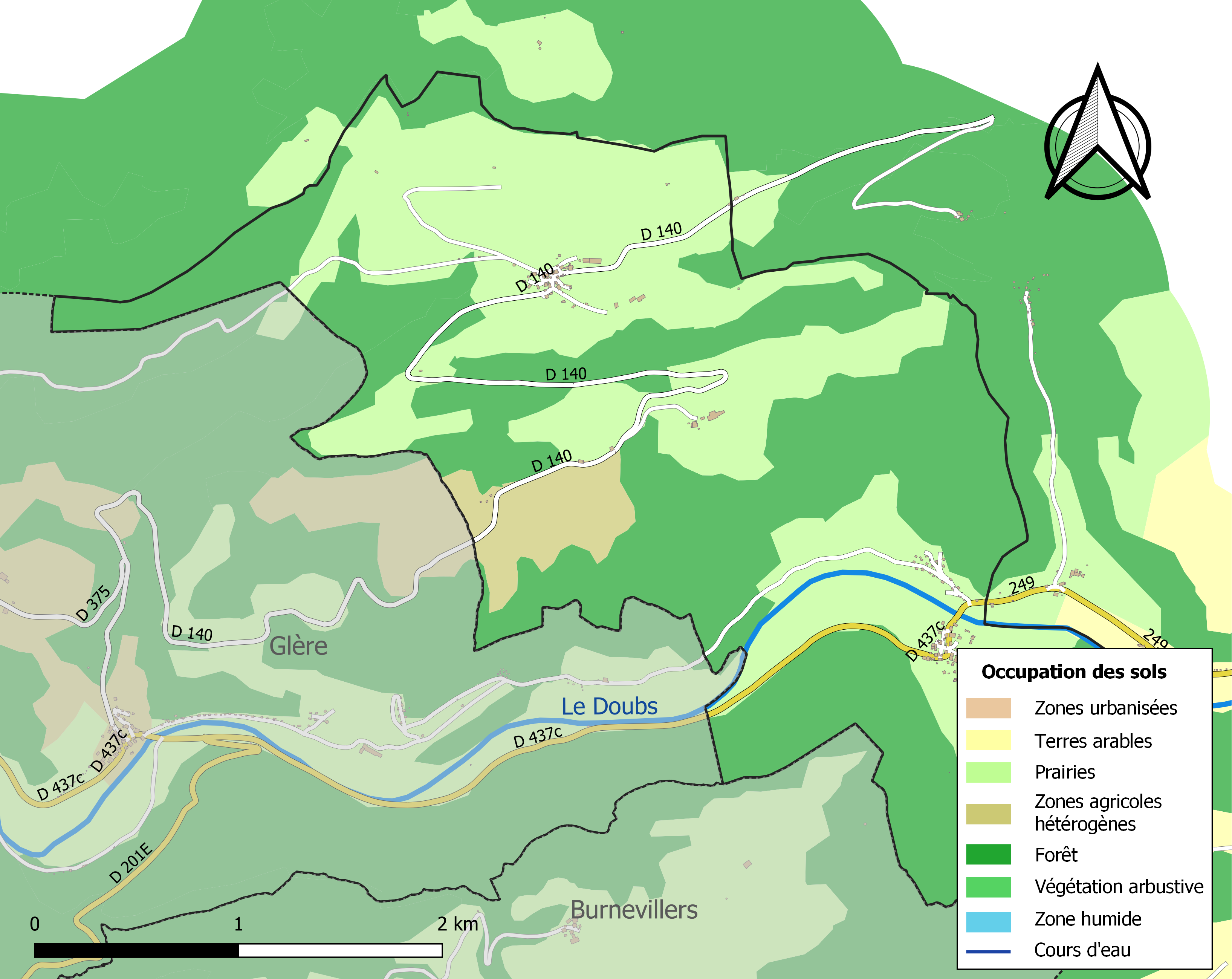
Carte des infrastructures et de l'occupation des sols de la commune en 2018 (CLC).

L'occupation des sols de la commune, telle qu'elle ressort de la base de données européenne d’occupation biophysique des sols Corine Land Cover (CLC), est marquée par l'importance des forêts et milieux semi-naturels (51,9 % en 2018), en augmentation par rapport à 1990 (45,9 %). La répartition détaillée en 2018 est la suivante : 
forêts (51,9 %), prairies (43,6 %), zones agricoles hétérogènes (4,4 %), terres arables (0,1 %). L'évolution de l’occupation des sols de la commune et de ses infrastructures peut être observée sur les différentes représentations cartographiques du territoire : la carte de Cassini (XVIIIe siècle), la carte d'état-major (1820-1866) et les cartes ou photos aériennes de l'IGN pour la période actuelle (1950 à aujourd'hui).

### Morphologie urbaine
La commune est constituée de deux villages : 
- Montancy, à l'altitude 930 m au point culminant, où est installé un radar météorologique. Le village est essentiellement agricole.
- Bremoncourt, à l'altitude 419 m, au bord du Doubs.

### Lieux-dits, hameaux et écarts
La commune comprend un hamezau, Bremoncourt, situé dans la vallée du Doubs, tout près de la frontière suisse, à 419 m d'altitude, et à 2,5 km à vol d'oiseau au sud-est de Montancy, dispersé sur les hauteurs à 830 m d'altitude, mais il faut parcourir 14 km de route et traverser la commune et le village de Glère pour se rendre de l'un à l'autre des deux villages.
Un écart de Montancy se trouve aux fermes des Montagnes situées à environ 2 km en aval de la localité.

### Habitat et logement
En 2020, le nombre total de logements dans la commune était de 85, alors qu'il était de 86 en 2015 et de 84 en 2010.
Parmi ces logements, 72,9 % étaient des résidences principales, 17,7 % des résidences secondaires et 9,4 % des logements vacants. Ces logements étaient pour 74,6 % d'entre eux des maisons individuelles et pour 24,2 % des appartements.
Le tableau ci-dessous présente la typologie des logements à Montancy en 2020 en comparaison avec celle du Doubs et de la France entière. Une caractéristique marquante du parc de logements est ainsi une proportion de résidences secondaires et logements occasionnels (17,7 %) supérieure à celle du département (4,3 %) et à celle de la France entière (9,7 %). Concernant le statut d'occupation de ces logements, 67,2 % des habitants de la commune sont propriétaires de leur logement (67,2 % en 2015), contre 59,5 % pour le Doubs et 57,5 pour la France entière.
| Typologie                                               | Montancy | Doubs | France entière |
| ------------------------------------------------------- | -------- | ----- | -------------- |
| Résidences principales (en %)                           | 72,9     | 87,1  | 82,1           |
| Résidences secondaires et logements occasionnels (en %) | 17,7     | 4,3   | 9,7            |
| Logements vacants (en %)                                | 9,4      | 8,6   | 8,2            |

## Toponymie
Montanci en 1314 ; Montensi en 1380 ; Montainsy en 1394.

## Politique et administration

### Rattachements administratifs et électoraux

#### Rattachements administratifs
La commune se trouve dans l'arrondissement de Montbéliard du département du Doubs.
Elle faisait partie depuis 18021 du canton de Saint-Hippolyte. Dans le cadre du redécoupage cantonal de 2014 en France, cette circonscription administrative territoriale a disparu, et le canton n'est plus qu'une circonscription électorale.

#### Rattachements électoraux
Pour les élections départementales, la commune fait partie depuis 2014 du canton de Maîche
Pour l'élection des députés, elle fait partie de la troisième circonscription du Doubs .

### Intercommunalité
Montancy était membre de la communauté de communes de Saint-Hippolyte, un établissement public de coopération intercommunale (EPCI) à fiscalité propre créé en 2001 et auquel la commune avait transféré un certain nombre de ses compétences, dans les conditions déterminées par le code général des collectivités territoriales.
Dans le cadre des dispositions de la loi portant nouvelle organisation territoriale de la République du 7 août 2015, qui prévoit que les établissements publics de coopération intercommunale (EPCI) à fiscalité propre doivent avoir un minimum de 15 000 habitants, cette intercommunalité fusionne le 1er janvier 2017, au sein de la communauté de communes du Pays de Maîche, dont est désormais membre la commune.

### Liste des maires
| Période                                  | Période                        | Identité          | Étiquette | Qualité                                                   |
| ---------------------------------------- | ------------------------------ | ----------------- | --------- | --------------------------------------------------------- |
| Les données manquantes sont à compléter. |                                |                   |           |                                                           |
|                                          |                                |                   |           |                                                           |
| juin 1995                                | mai 2020                       | Suzanne Wermeille | DVD       | Retraitée                                                 |
| mai 2020                                 | mai 2023                       | Gérard Tirole     |           | Employé retraité Démissionnaire                           |
| septembre 2023                           | En cours (au 30 novembre 2023) | Nicolas Jubin     |           | Employé civil ou agent de service de la fonction publique |

## Démographie
L'évolution du nombre d'habitants est connue à travers les recensements de la population effectués dans la commune depuis 1793. Pour les communes de moins de 10 000 habitants, une enquête de recensement portant sur toute la population est réalisée tous les cinq ans, les populations de référence des années intermédiaires étant quant à elles estimées par interpolation ou extrapolation. Pour la commune, le premier recensement exhaustif entrant dans le cadre du nouveau dispositif a été réalisé en 2004.

En 2022, la commune comptait 119 habitants, en évolution de −19,59 % par rapport à 2016 (Doubs : +1,88 %, France hors Mayotte : +2,11 %).
| 1793 | 1800 | 1806 | 1821 | 1831 | 1836 | 1841 | 1846 | 1851 |
| ---- | ---- | ---- | ---- | ---- | ---- | ---- | ---- | ---- |
| 230  | 202  | 260  | 249  | 281  | 316  | 278  | 292  | 281  |

| 1856 | 1861 | 1866 | 1872 | 1876 | 1881 | 1886 | 1891 | 1896 |
| ---- | ---- | ---- | ---- | ---- | ---- | ---- | ---- | ---- |
| 262  | 254  | 230  | 214  | 246  | 258  | 210  | 225  | 243  |

| 1901 | 1906 | 1911 | 1921 | 1926 | 1931 | 1936 | 1946 | 1954 |
| ---- | ---- | ---- | ---- | ---- | ---- | ---- | ---- | ---- |
| 249  | 211  | 226  | 204  | 210  | 180  | 182  | 185  | 195  |

| 1962 | 1968 | 1975 | 1982 | 1990 | 1999 | 2004 | 2006 | 2009 |
| ---- | ---- | ---- | ---- | ---- | ---- | ---- | ---- | ---- |
| 156  | 146  | 124  | 122  | 137  | 152  | 148  | 141  | 160  |

| 2014 | 2019 | 2022 | - | - | - | - | - | - |
| ---- | ---- | ---- | - | - | - | - | - | - |
| 148  | 126  | 119  | - | - | - | - | - | - |

## Culture locale et patrimoine

### Lieux et monuments
- La mairie-école à Bremoncourt.
- Le poste frontière de Bremoncourt avec la Suisse.
- Les fontaine-lavoir-abreuvoir à Montancy et Brémoncourt.
- Anciens greniers à grains à Montancy.
- La vallée du Doubs.
- Cascades en forêt, dans un lieu ombragé et reposant, en amont d'un ruisseau traversant Bremoncourt pour se jeter dans le Doubs[12] .

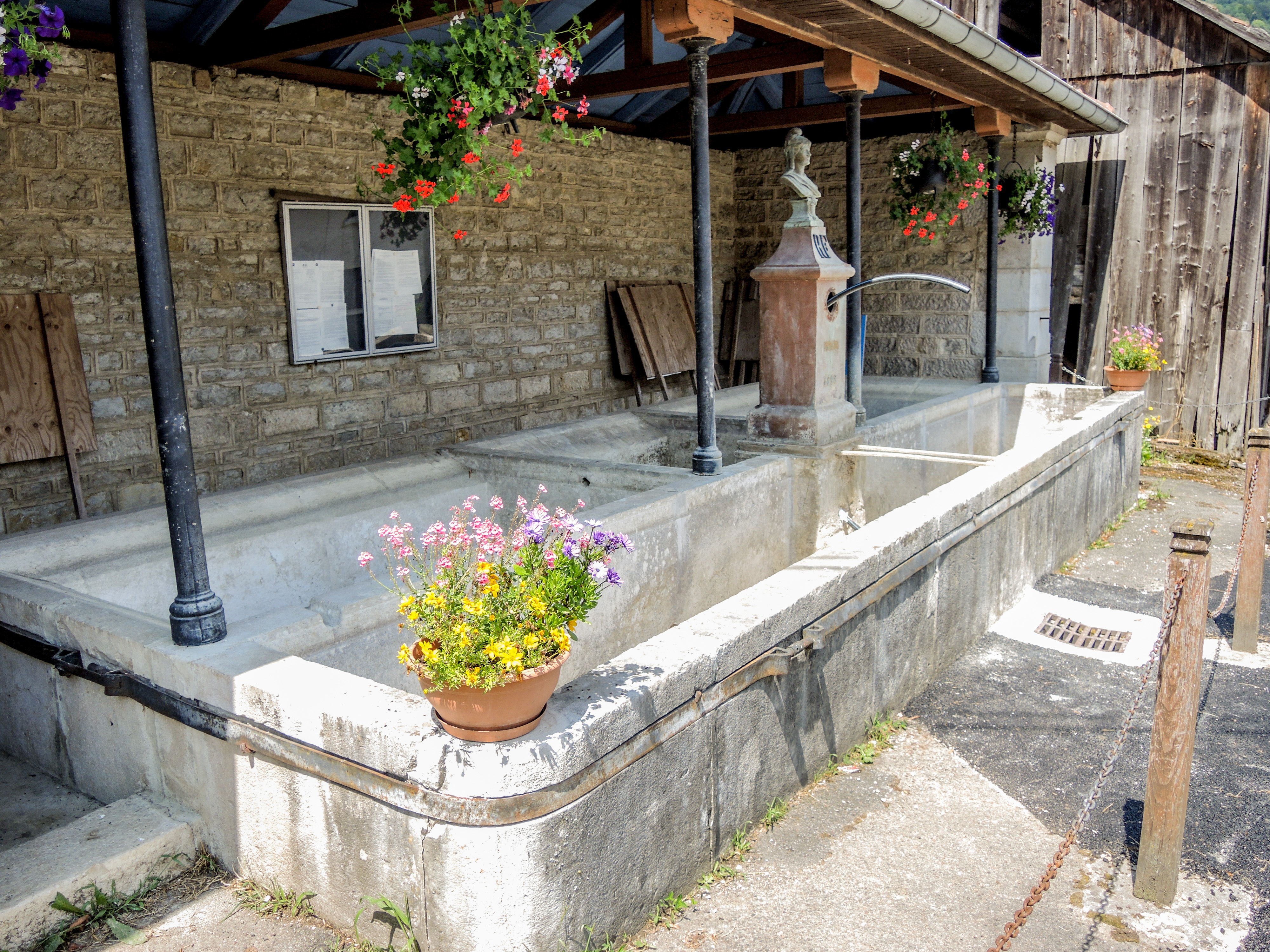
Fontaine-lavoir-abreuvoir, couverte, à Brémoncourt.
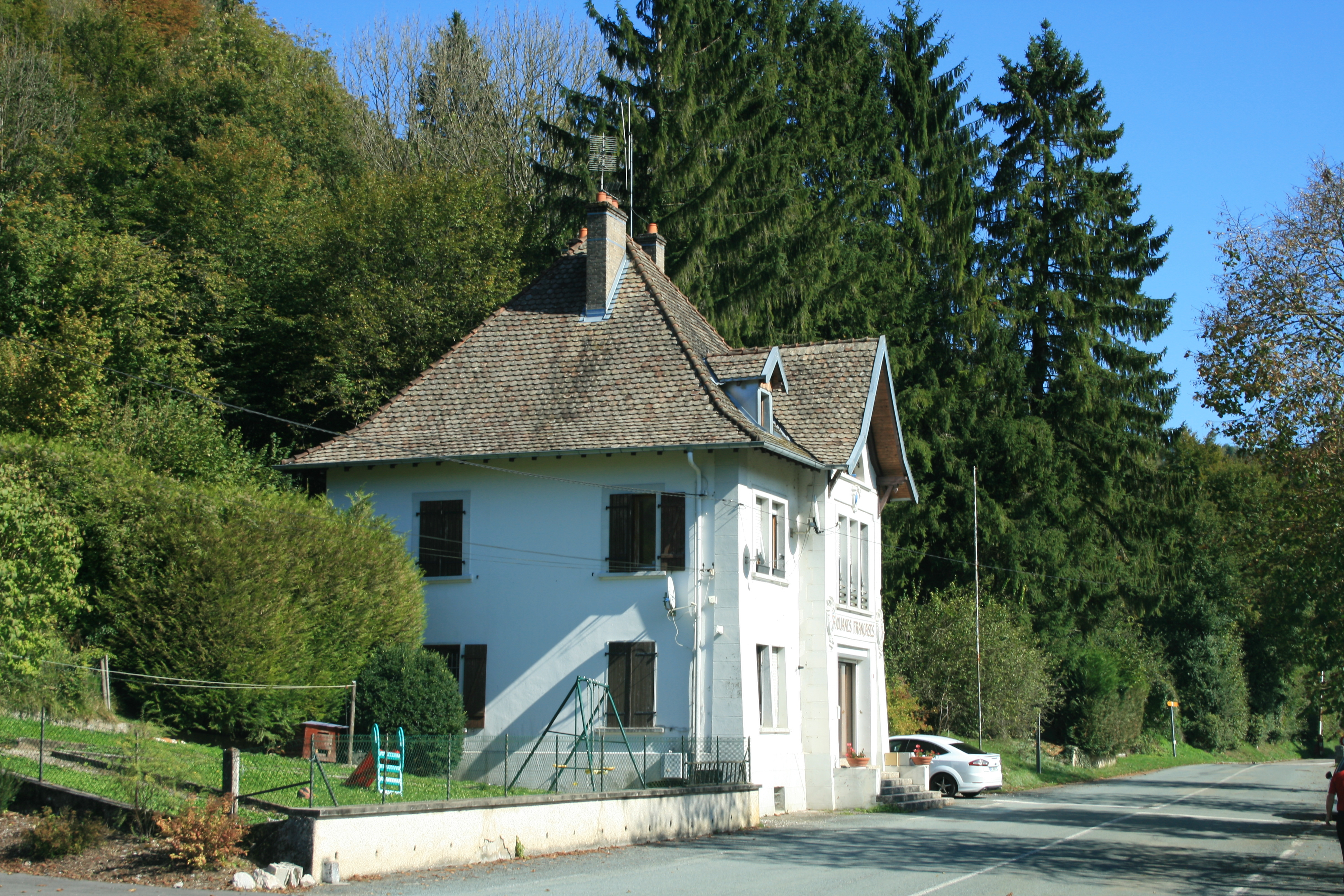
Le poste frontière à Brémoncourt.
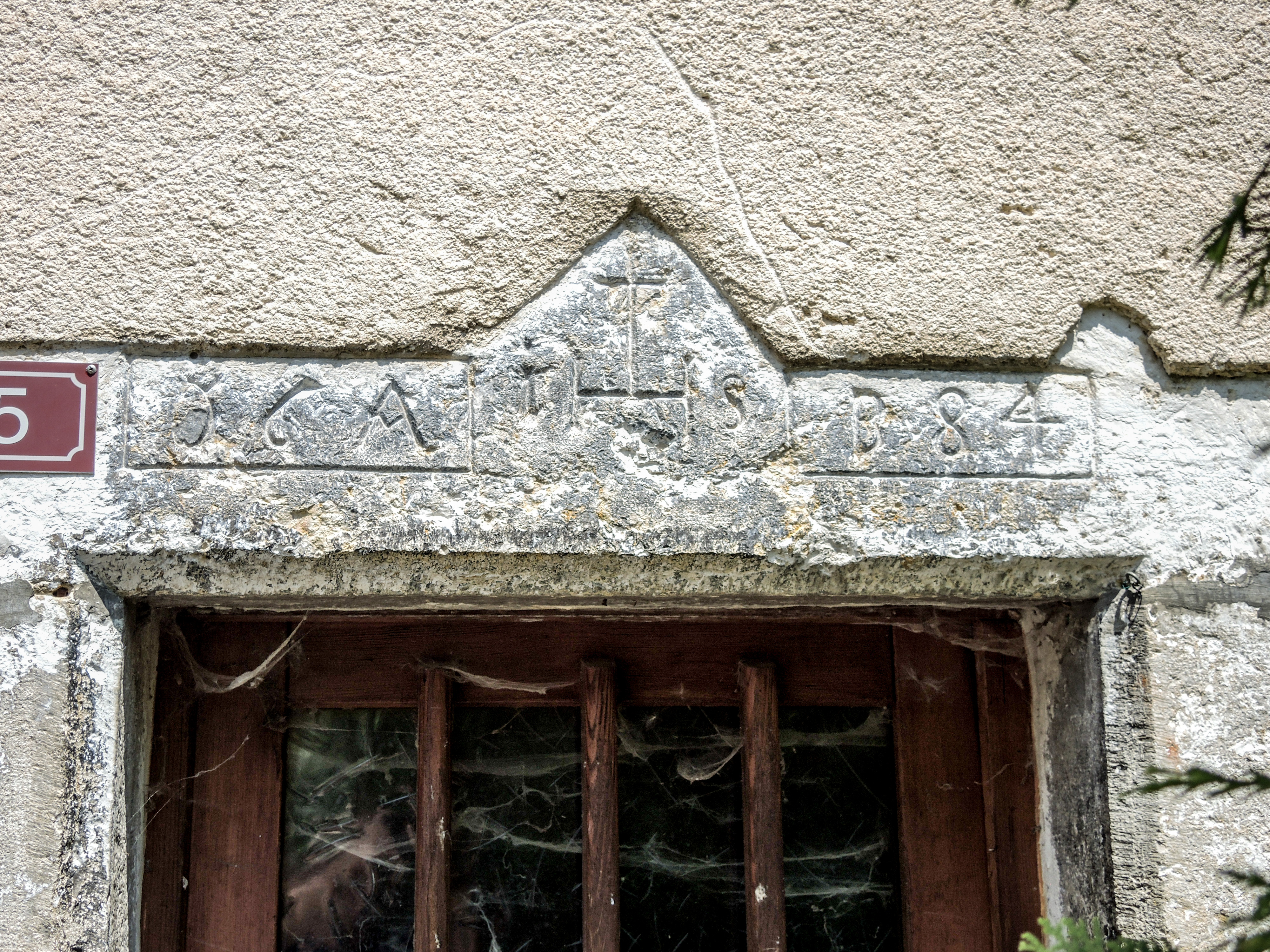
Linteau daté de 1684, à Brémoncourt.jpg

La commune a la particularité de ne pas avoir d'église.

## Pour approfondir